# Giro d'Italia de 1923
Giro d'Italia de 1923 foi a décima primeira edição da prova ciclística Giro d'Italia (Corsa Rosa), realizada entre os dias 23 de maio e 10 de junho de 1923.
A competição foi realizada em 10 etapas com um total de 3.202 km.
O vencedor foi o ciclista Costante Girardengo. Largaram 97 competidores cruzaram a linha de chegada 38 corredores.